# Ліндкоув (Каліфорнія)
Ліндкоув (англ. Lindcove) — переписна місцевість (CDP) в США, в окрузі Туларе штату Каліфорнія. Населення — 189 осіб (2020).

## Географія
Ліндкоув розташований за координатами 36°21′34″ пн. ш. 119°4′19″ зх. д. / 36.35944° пн. ш. 119.07194° зх. д. (36.359515, -119.072082).  За даними Бюро перепису населення США в 2010 році переписна місцевість мала площу 1,77 км², уся площа — суходіл.

## Демографія
Згідно з переписом 2010 року, у переписній місцевості мешкало 406 осіб у 128 домогосподарствах у складі 100 родин. Густота населення становила 230 осіб/км².  Було 140 помешкань (79/км²).
Расовий склад населення:
| - 70,0 % — білих - 3,7 % — корінних американців - 0,5 % — чорних або афроамериканців - 23,6 % — осіб інших рас |

До двох чи більше рас належало 2,2 %. Частка іспаномовних становила 48,5 % від усіх жителів.
За віковим діапазоном населення розподілялося таким чином: 26,1 % — особи молодші 18 років, 58,4 % — особи у віці 18—64 років, 15,5 % — особи у віці 65 років та старші. Медіана віку мешканця становила 34,7 року. На 100 осіб жіночої статі у переписній місцевості припадало 106,1 чоловіків;  на 100 жінок у віці від 18 років та старших — 114,3 чоловіків також старших 18 років.
Середній дохід на одне домашнє господарство  становив 55 766 доларів США (медіана — 43 571), а середній дохід на одну сім'ю — 54 971 долар (медіана — 43 393). За межею бідності перебувало 28,9 % осіб, у тому числі 50,0 % дітей у віці до 18 років та 0,0 % осіб у віці 65 років та старших.
Цивільне працевлаштоване населення становило 168 осіб. Основні галузі зайнятості: сільське господарство, лісництво, риболовля — 42,3 %, науковці, спеціалісти, менеджери — 11,3 %, освіта, охорона здоров'я та соціальна допомога — 10,7 %, будівництво — 10,7 %.